# Rope (Foo Fighters-dal)
A Rope a Foo Fighters 2011-ben megjelent kislemeze. Ez az első kislemez a zenekar 2011-es Wasting Light albumáról.

## Helyezések és eladási minősítések

### Kislemez-listák
| Lista (2011)                                       | Helyezés |
| -------------------------------------------------- | -------- |
| Ausztrália (ARIA)                                  | 55       |
| Ausztria (Ö3 Austria Top 40)                       | 51       |
| Belgium (Ultratip Flanders)                        | 7        |
| Belgium (Ultratip Wallonia)                        | 19       |
| Kanada (Canadian Hot 100)                          | 41       |
| Canadian Active Rock (America's Music Charts)      | 1        |
| Canadian Alternative Rock (America's Music Charts) | 1        |
| Hollandia (Single Top 100)                         | 31       |
| Németország (Media Control Charts)                 | 83       |
| Japán (Billboard Japan Hot 100)                    | 24       |
| Portugália                                         | 29       |
| Egyesült Királyság (UK Singles Chart)              | 22       |
| Skócia (Scottish Singles Top 40)                   | 22       |
| US Billboard Hot 100                               | 68       |
| US Alternative Songs (Billboard)                   | 1        |
| US Mainstream Rock (Billboard)                     | 1        |
| US Hot Rock Songs (Billboard)                      | 1        |